# Palfner Dörfl
Palfner Dörfl ist ein Ort im Salzachpongau  im Land Salzburg und gehört zur Stadtgemeinde St. Johann im Pongau im Bezirk St. Johann (Pongau).

## Geographie
Das Palfner Dörfl befindet sich einen Kilometer nordwestlich von Sankt Johann auf dem linken Ufer der Salzach. Er liegt am Fuß des Palfner Kogels (Schwarzkogel, 1413 m ü. A.) auf um die 600 m ü. A. Höhe, nördlich der Abzweigung der Wagrainer Straße (B163) von der Pinzgauer Straße (B311) und westlich von Sportplatz und der Speedway-Bahn.
Der Ort gehört großteils zur Ortschaft und Katastralgemeinde Einöden, südlich der Straße aber zu Reinbach (Adresse Katzlmoosweg). Der Ort umfasst 7 Adressen. Teils wird auch die südlich liegende Siedlung Palfenweg/Palfnergasse/Buchsteinersiedlung zum Ort gerechnet (ca. 45 Adressen), die über das Gewerbegebiet an der B163-Anschlussstelle schon mit Reinbach verwachsen ist..
Durch den Ort rinnt der Palfner Bach zur Salzach.
| Birkstein | Altach Rieling                              |                 |
| Heugat    | Kompassrose, die auf Nachbargemeinden zeigt | Maschl Salzach  |
| Grünreit  | Reinbach                                    | St. Johann i.P. |

## Geschichte
Noch im 19. Jahrhundert umfasste der Ort nur zwei Gehöfte, den Höll (Einöden) und den Pichlmayer (Reinbach).
Höll ist auch der Name der Flur südlich und am Palfner Bach oberhalb, Hölle nennt man ein schroffes Gelände, dazu steht auch Palfen ‚Fels‘ für den Berg oberhalb. Diese Gegend ist altes Bergbaugebiet (Kupferbergbau Arthurstollen).

## Nachweise
- 50418 – St. Johann im Pongau. Gemeindedaten der Statistik Austria

1. ↑  Im Ortsverzeichnis 2001 nur als Einzellage (1–2 Häuser) in Einöden geführt.
2. ↑  Franziszäischer Kataster 1817–1861 (Layer online bei SAGIS).